# ジェフ・ボティング
ジェフ・ボティング（Geoff Botting) は、カナダ出身のフリーライター。

## 経歴
ビクトリア大学を卒業後、1986年に日本へ移住。英文ニュースサイト・毎日デイリーニューズやジャパン・タイムズ、NHK、共同通信社などで活動。
マーク・シュライバーと共にジャパン・タイムズでタブロイド翻訳コーナー「TOKYO CONFIDENTIAL」を担当していた。
- 「タブロイド・トーキョー」シリーズ（マーク・シュライバー他との共著。また、ロバート・ホワイティングが紹介文を書いている。講談社インターナショナル発行）

1. 2005年9月発売 ISBN 9784770028921
2. 2007年4月発売 ISBN 9784770030603